# Cục Phòng, chống ma túy và tội phạm, Quân đội nhân dân Việt Nam
Cục Phòng, chống ma túy và tội phạm  trực thuộc Bộ Tư lệnh Bộ đội Biên phòng thành lập ngày 28 tháng 01 năm 2005 là cơ quan đầu ngành quản lý và bảo đảm an toàn phòng chống tội phạm ma túy của Quân đội nhân dân Việt Nam.

## Lãnh đạo hiện nay
- Cục trưởng: Thiếu tướng Đỗ Ngọc Cảnh
- Phó Cục trưởng:

1. Đại tá Nguyễn Văn Hiệp
2. Đại tá Phan Thăng Long

## Tổ chức
- Đoàn 1 (gồm các đội đặc nhiệm số 1, 2, 3)
- Đoàn 2 (gồm các đội đặc nhiệm số 1, 2, 3)
- Đoàn 3

## Khen thưởng
- Huân chương Bảo vệ Tổ quốc hạng Nhì (2010)
- Huân chương Chiến công hạng Ba
- Anh hùng lực lượng vũ trang
- Huân chương chiến công hạng nhất

## Cục trưởng qua các thời kỳ
- 2005–2013, Nguyễn Sinh Xô (sinh 1953), Thiếu tướng (2008)
- 2013–2020, Ngô Thái Dũng, Thiếu tướng (2010), nguyên Cục trưởng Cục Cửa khẩu (2009-2013)
- 2020–5.2021, Nguyễn Văn Thiện, nguyên Phó Cục trưởng Cục Phòng, chống ma túy và tội phạm, nguyên Chỉ huy trưởng Bộ đội Biên phòng tỉnh Quảng Bình